# Federazione italiana dell'Associazione internazionale dei lavoratori
La Federazione italiana dell'Associazione internazionale dei lavoratori, costituita durante la Conferenza di Rimini (4-6 agosto 1872) fu la branca italiana della Prima Internazionale e costituì la prima organizzazione del movimento socialista ed anarchico in Italia. Si dissolse progressivamente dopo il 1878 a causa della repressione e dei contrasti tra la componente anarchica e quella socialista gradualista.

## Storia

### Premesse (1864-1872)
Nello sviluppo della Prima Internazionale in Italia ebbe un ruolo fondamentale il rivoluzionario russo Michail Bakunin, che vi si era stabilito nel gennaio del 1864 prendendo subito contatto con l'ambiente garibaldino e mazziniano.

In un colloquio avvenuto a Londra il 3 novembre 1864 tra Marx e Bakunin i due rivoluzionari avevano concordato che Bakunin si sarebbe adoperato in Italia per cercare adesioni alla Associazione Internazionale dei Lavoratori, costituita da poche settimane, e per scalzare l'influenza di Mazzini, allora predominante nelle società operaie.
L'opera di Bakunin venne facilitata dalla precedente diffusione in Italia delle concezioni libertarie di Carlo Pisacane e di Proudhon ma soprattutto dagli eventi della Comune di Parigi (1871) che diedero enorme popolarità all'Internazionale e portarono alla definitiva rottura con Mazzini.

Mazzini infatti condannò l'insurrezione parigina considerandola espressione di ateismo materialista e di rifiuto dell'idea di unità nazionale, Bakunin al contrario la difese come modello di rivoluzione antiautoritaria e federalista, mirante alla ricostruzione della società in libere comuni.

Nell'aspra polemica che ne seguì furono numerosi i mazziniani che presero posizione a favore di Bakunin, affluendo nei nascenti gruppi della Prima internazionale.

Contemporaneamente giunse al culmine lo scontro tra Marx e Bakunin in seno all'Internazionale. Marx sosteneva la necessità di rafforzare i poteri del Consiglio generale ed il primato dell'azione politica in vista della nascita di uno Stato proletario, Bakunin difendeva al contrario la piena autonomia delle federazioni nazionali, poneva in primo piano la lotta economica e una rivoluzione che avrebbe dovuto sfociare in un'organizzazione federalista di libere comuni. 

Nel settembre 1871, nell'impossibilità di tenere il previsto congresso, si tenne a Londra una conferenza dell'Internazionale in cui, anche grazie alla scarsa presenza di delegati bakuninisti impossibilitati a intervenire a causa degli eventi francesi, venne approvata una risoluzione favorevole alla creazione di partiti politici. Contro queste deliberazioni nel novembre 1871 i delegati della Fédération Jurassienne e alcuni espatriati si riunirono a Sonvilier e approvarono una circolare in cui accusavano Marx di voler "introdurre nell'Internazionale lo spirito autoritario" attraverso una rigida centralizzazione.

### Conferenza di Rimini (1872)
L'atto ufficiale di costituzione della Federazione italiana dell'Associazione italiana dei lavoratori avvenne con la Conferenza di Rimini (4-6 agosto 1872). Erano presenti delegati di 21 sezioni e varie altre avevano fatto pervenire la loro adesione.

Tra i delegati presenti: Carlo Cafiero, che presiedette la conferenza, Andrea Costa che ne fu il segretario, Errico Malatesta, Saverio Friscia, Giuseppe Fanelli, Lodovico Nabruzzi, Celso Ceretti, Paride Suzzara Verdi, Tito Zanardelli. 

La Conferenza accettò in pieno le posizioni bakuniniste, adottando una organizzazione decentrata, e stigmatizzò la decisione del Consiglio generale dell'Internazionale di convocare il successivo Congresso a L'Aja, considerata come un evidente tentativo di ostacolare la partecipazione dei sostenitori di Bakunin (che avevano i loro punti di forza nell'Europa meridionale) allo scopo di imporre all'associazione una svolta autoritaria e centralistica. La Conferenza deliberò quindi di rompere ogni rapporto con il Consiglio generale di Londra e di convocare un "congresso antiautoritario" a Neuchâtel.

### Sviluppo e repressione (1872-1873)
Il congresso si tenne effettivamente a Saint-Imier (15-16 settembre 1872) determinando la definitiva scissione dell'Internazionale in due tronconi e la nascita della cosiddetta Internazionale antiautoritaria.

In Italia l'Internazionale ebbe rapido sviluppo, ma si trovò a scontrarsi contro la repressione statale, allarmata per il diffondersi di scioperi ed agitazioni e per le parole d'ordine rivoluzionarie agitate dall'associazione. Il successivo congresso avrebbe dovuto tenersi il 15 marzo 1873 a Mirandola ma la polizia intervenne proibendo la riunione ed arrestando i principali organizzatori, tra cui Celso Ceretti e vari delegati. Nonostante tutto i delegati di 150 sezioni si riunirono clandestinamente a Bologna nello stesso giorno 15. La sera del 16 marzo la polizia fece irruzione nella sede bolognese della federazione procedendo a ulteriori arresti (tra cui Malatesta, Cafiero e Costa) ma il congresso riuscì comunque a proseguire i suoi lavori nei due giorni successivi. Il congresso si dichiarò "ateo e materialista, anarchico e federalista" e si pronunciò a favore della proprietà collettiva e della riorganizzazione della società in liberi comuni. Nei mesi successivi si svolsero i congressi regionali delle federazioni di Romagna, Marche e Umbria, Toscana riaffermando l'adesione ai principi anarchici e della rivoluzione sociale. Lo sviluppo dell'associazione intanto proseguiva e, secondo un rapporto della questura di Roma alla fine del 1873 la Federazione italiana avrebbe avuto 129 sezioni e 26.704 aderenti, di cui circa 7000 nella sola Toscana. In quest'opera di proselitismo un ruolo fondamentale l'aveva avuto Andrea Costa, che, uscito dal carcere nel maggio 1873, era diventato "il più attivo organizzatore e animatore dell'Internazionale in Italia", girando instancabilmente per tutto il paese.

### Tentativi insurrezionali (1874)
Nel 1873 venne proclamata la Prima repubblica spagnola e a Cartagena venne proclamata la Comune, molti internazionalisti accorsero a dare il loro contributo (tra questi Celso Ceretti). Nell'inverno 1873-1874 scoppiarono in tutta Italia agitazioni e scioperi per il rincaro dei generi alimentari. Agli internazionalisti la situazione parve favorevole allo scoppio di un moto rivoluzionario.

Venne costituito il Comitato italiano per la rivoluzione sociale e contatti vennero presi anche con i repubblicani.

Il previsto moto però abortì. Nella notte tra l'1 e il 2 agosto 1874 la polizia fece irruzione nella villa Ruffi presso Rimini, arrestando tutto lo stato maggiore repubblicano, tra cui Aurelio Saffi e Alessandro Fortis. Il 5 agosto venne arrestato Andrea Costa e i moti tentati a Bologna, Firenze e in Puglia vennero facilmente stroncati dalle autorità.

### Processi e propaganda (1874-1876)
I processi contro gli internazionalisti per il fallito moto insurrezionale ebbero in realtà l'effetto di propagandare le loro idee facendole conoscere al grosso pubblico. In Italia, essendo appena finiti i moti per l'unificazione nazionale, l'opinione pubblica democratica tendeva a vedere con simpatia anche le idee rivoluzionarie dell'Internazionale. Lo stesso Garibaldi si dichiarò pubblicamente a favore degli arrestati. Gli imputati stessi sfruttarono le aule del tribunale per tenere lunghi discorsi apologetici e la maggior parte dei processi (pur durati diversi mesi, con gli inquisiti in carcere) terminò con lievi condanne o addirittura con l'assoluzione degli imputati.

Il terzo congresso della federazione venne convocato a Firenze per il 21 ottobre 1876. Nonostante tutti i preparativi fossero avvenuti in forma legale le autorità cercarono di impedirne lo svolgimento: la sala venne circondata dalla polizia e i delegati vennero arrestati. Ciononostante 40 delegati sfuggiti all'arresto riuscirono a raggiungere Tosi (a 28 km da Firenze) dopo nove ore di marcia sotto la pioggia battente e a tenere ugualmente la riunione nei boschi. A Tosi prevalse nuovamente la tesi anarchica della necessità di una rivoluzione sociale come unico mezzo per risolvere la questione sociale, ma per la prima volta ebbe un certo peso la posizione degli evoluzionisti lombardi e siciliani favorevoli a soluzioni gradualiste. Secondo alcune fonti a Tosi sarebbe stato deciso di attuare il moto insurrezionale che l'anno successivo venne tentato nel Matese.

### Federazione dell'Alta Italia (1876-1877)
Lo sviluppo di posizioni socialiste gradualiste in Italia si legò in particolare al periodico La Plebe, diretto da Enrico Bignami e ad Osvaldo Gnocchi-Viani. Prima del congresso di Firenze era stata costituita una Federazione dell'Alta Italia dell'Associazione internazionale dei lavoratori (che aveva inviato come proprio rappresentante Bignami al congresso nazionale), il secondo congresso venne celebrato a Milano il 17-18 febbraio 1877 con la partecipazione di 12 sezioni di Lombardia, Piemonte, Veneto. Vennero adottate posizioni favorevoli all'utilizzo di mezzi legali, come la partecipazione alle elezioni, per favorire l'emancipazione delle masse. Si creò quindi di fatto una frattura tra la Federazione dell'Alta Italia e la maggioranza anarchica nell'ambito della Internazionale italiana.

### "Propaganda del fatto"
Nell'aprile 1877 gli internazionalisti tentarono un nuovo moto insurrezionale nel Matese. L'obiettivo era quello di propagandare le idee anarchiche attraverso gesti clamorosi che fungessero da esempio per le masse popolari ("propaganda del fatto"). In questo caso il referente erano i contadini poveri del Meridione, che si ritenevano ricettivi a questo tipo di azioni.

Un gruppo di armati guidati da Carlo Cafiero ed Errico Malatesta si riunì a San Lupo a partire dal 3 aprile 1877. Scoperto a causa di un delazione, il gruppo (noto come Banda del Matese) riuscì a far perdere le proprie tracce inerpicandosi sulle montagne. Venne occupato prima il paese di Letino e successivamente quello di Gallo. In entrambi vennero dati alle fiamme gli archivi comunali, distribuiti i soldi del Comune e proclamata la rivoluzione sociale davanti alla popolazione raccolta nella piazza. Solo il 12 aprile un reparto dell'esercito riuscì ad arrestare i rivoluzionari. Agli eventi del Matese seguì una durissima repressione contro l'Internazionale in tutto il paese, ma anche in questo caso il processo celebrato a Benevento contro la Banda del Matese offrì agli anarchici una tribuna da cui rivolgersi al popolo. Dopo 15 mesi di detenzione i membri della Banda vennero assolti dalla giuria anche grazie ad una concomitante amnistia concessa per l'avvento al trono di Umberto I.
L'11 aprile 1878, a Pisa, si celebrò clandestinamente l'ultimo congresso dell'Internazionale italiana. Tutti gli esponenti di maggior spicco erano ormai in carcere o in esilio e la polizia operava attivamente per impedire ogni attività alla federazione. Venne approvato un ordine del giorno favorevole alla prosecuzione della propaganda rivoluzionaria.

### Dissoluzione dell'Internazionale in Italia
Dopo il congresso di Pisa la Federazione italiana si dissolse progressivamente a causa della repressione e dei dissidi tra anarchici e socialisti evoluzionisti. Grosso rilievo ebbe la decisione di Andrea Costa di assumere una posizione gradualista con la pubblicazione della lettera Ai miei amici di Romagna (1879).

L'ultimo tentativo di mediazione fu costituito dal terzo (e ultimo) congresso della Federazione dell'Alta Italia che si riunì il 5 e 6 dicembre 1880 a Chiasso si incontrarono per l'ultima volta socialisti anarchici e socialisti evoluzionisti, sulla carta i primi prevalsero ma non fu possibile individuare alcun punto di mediazione e quindi le due correnti del socialismo italiano continuarono ad operare in piena indipendenza reciproca.
Successivamente l'area gradualista avrebbe dato origine al Partito Socialista Italiano (1892) mentre la componente anarchica si sarebbe riunita nel Congresso di Capolago (1891) dandosi una autonoma organizzazione.